# Rutina Wesley
Rutina Wesley, född 21 december 1978 i Las Vegas i Nevada, är en amerikansk skådespelerska. Hon har bland annat spelat rollen som Tara Thornton i samtliga avsnitt av TV-serien True Blood.

## Filmografi

### Filmer
- 2007 - How She Move - Raya Green

### TV-serier
- 2008 - Numb3rs - Jenny Calandro, 1 avsnitt
- 2008 - 2014 - True Blood - Tara Thornton, 48 avsnitt (samtliga)
- 2009 - The Cleveland Show - Yvette, 1 avsnitt